# بیلیان
بیلیان (به انگلیسی: Belian) یک منطقهٔ مسکونی در پاکستان است.